# Fulton Kuykendall
Fulton Kuykendall (Coronado, California; 10 de junio de 1953-Canton, Georgia; 15 de febrero de 2024) fue un jugador de fútbol americano de los Estados Unidos que jugó once temporadas con dos equipos en la posición de linebacker.

## Carrera
Fue seleccionado en la posición 162 de la sexta ronda del Draft de la NFL de 1975 por los Atlanta Falcons proveniente de UCLA Bruins y fue conocido por ser un jugador que no se preocupaba por su salud dentro del campo, ya que buscaba bloquear y derribar a su oponente como fuera sin medir las consecuencias, formando parte de la llamada defensa Grits Blitz de los Atlanta Falcons de la temporada de 1977, una de las más reconocidas de la historia de la NFL al permitir apenas 9.2 puntos por juego y siendo la defensa que menos puntos permitió en una temporada de 14 juegos (129), aunque no se clasificó a los playoffs. Al año siguiente fue seleccionado en el primer equipo All-NFC.

## Muerte
Kuykendall murió a causa de complicaciones por la demencia el 15 de febrero de 2024 en una clínica en Canton, Georgia a los 70 años. Su viuda donó su cerebro a la Universidad de Boston para estudios sobre la Encefalopatía traumática crónica.